# Nidzica
Nidzica [ɲiˈd͡ʑit͡sa] (tidligere polsk: Nibork; tysk: Neidenburg |ˈnaɪ̯dn̩bʊrk|  ( hør)) (gammelpreussisk: Nīdaspils) er en by i voivodskabet Województwo warmińsko-mazurskie i Polen, der ligger mellem Olsztyn og Mława, i Masurien. Den er sæde for Powiat Nidzica (amt), og havde i 2017 en befolkning på 13.872.

## Geografi
Byen ligger i den historiske region Østpreussen, i det sydlige område af det østpreussiske Oberland og i sydenden af Allenstein søområde 173 moh. omkring 50 kilometer syd for Olsztyn (Allenstein ) og 140 kilometer syd for Kaliningrad (Königsberg).
Floden Wkra (Nida eller Neide) løber gennem byen, der i dag som tidligere gav stedet sit navn. Det omkringliggende område er præget af det bakkede landskab i Oberland. Store fyrreskove breder sig mod nordøst. Byen er skæringspunktet mellem flere landeveje, Europavej E77 forbinder den med Allenstein.

## Historie
Bosættelsen blev oprindeligt grundlagt af gammelpreussere, der etablerede et lille befæstet fort og blev efterfølgende invaderet af Den Tyske Orden i 1355, som derefter rejste et lille slot omkring 1376 og implementerede tyske stadsrettigheder i bosættelsen efter 1381. Efter det sejrrige Slaget ved Grunwald (1410) forblev byen i polske hænder i tre måneder. Den blev fanget igen af polakkerne i 1414.